# Joop Vervoort
Johannes Christiaan ("Joop") Vervoort (Rotterdam, 6 mei 1932 – aldaar, 28 december 1993) was een Nederlands voetbalscheidsrechter die tweemaal een interland floot.
Vervoort gaf op 27 augustus 1972 de eerste rode kaart aan een speler in het Nederlands betaalde voetbal in het duel SC Heracles - De Graafschap in de Eerste divisie aan Heracles-speler Issy ten Donkelaar. 

## Interlands
| Datum            | Plaats               | Wedstrijd              | Uitslag | Competitie        | Kreeg geel | Kreeg voor de tweede keer geel en dus rood | Weggestuurd |
| ---------------- | -------------------- | ---------------------- | ------- | ----------------- | ---------- | ------------------------------------------ | ----------- |
| 13 november 1974 | Bern, Zwitserland    | Zwitserland – Portugal | 3 – 0   | Vriendschappelijk | 0          | 0                                          | 0           |
| 8 december 1974  | Luxemburg, Luxemburg | Luxemburg – België     | 1 – 8   | Vriendschappelijk | 0          | 0                                          | 0           |

Bijgewerkt t/m 27 januari 2014